# Шэньцзэ
Шэньцзэ́ (кит. упр. 深泽, пиньинь Shēnzé) — уезд городского округа Шицзячжуан провинции Хэбэй (КНР).

## История
При империи Западная Хань в 199 году до н.э. было создано дворянское владение Шэньцзэ-хоуго (深泽侯国). В 154 году до н.э. оно было преобразовано в уезд Шэньцзэ. В конце существования империи Западная Хань уезд Шэньцзэ был переименован в Наньшэньцзэ (南深泽县). При империи Северная Вэй уезду было возвращено название Шэньцзэ.
При империи Северная Ци уезд Шэньцзэ был присоединён к уезду Аньпин (安平县), и был воссоздан лишь при империи Суй в 586 году.
При империи Сун в 1073 году уезд Шэньцзэ был присоединён к уезду Гучэн (鼓城县), но воссоздан в 1086 году.
В 1949 году был образован Специальный район Динсянь (定县专区), и уезд вошёл в его состав. В 1954 году Специальный район Динсянь был расформирован, и уезд был передан в состав Специального района Шицзячжуан (石家庄专区). В ноябре 1967 года Специальный район Шицзячжуан был переименован в Округ Шицзячжуан (石家庄地区).
В 1993 году постановлением Госсовета КНР округ Шицзячжуан и город Шицзячжуан были объединены в городской округ Шицзячжуан.

## Административное деление
Уезд Шэньцзэ делится на 3 посёлка и 3 волости.